# Sambucus williamsii
Sambucus williamsii är en desmeknoppsväxtart. Sambucus williamsii ingår i släktet flädrar, och familjen desmeknoppsväxter. Utöver nominatformen finns också underarten S. w. coreana.

## Bildgalleri

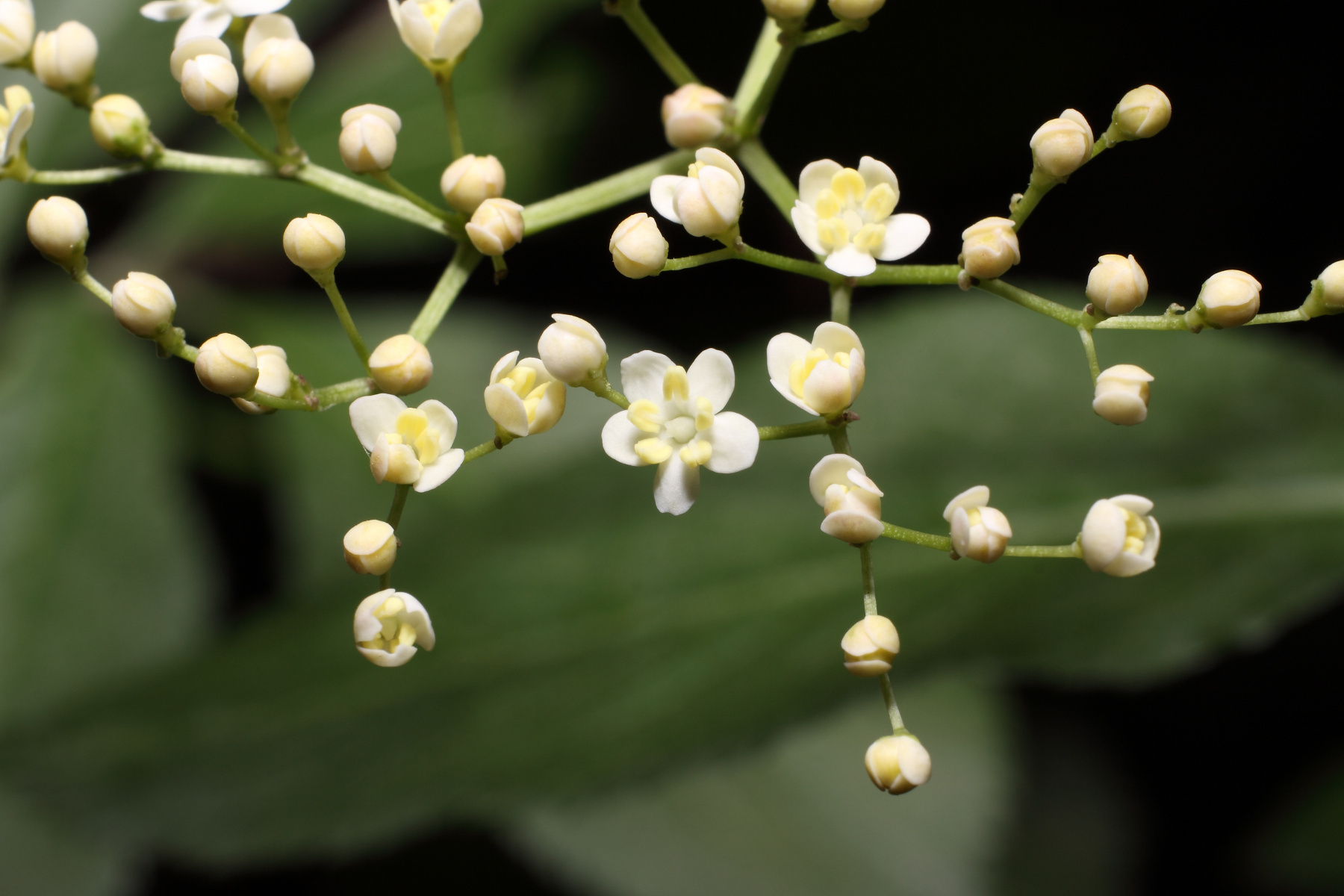
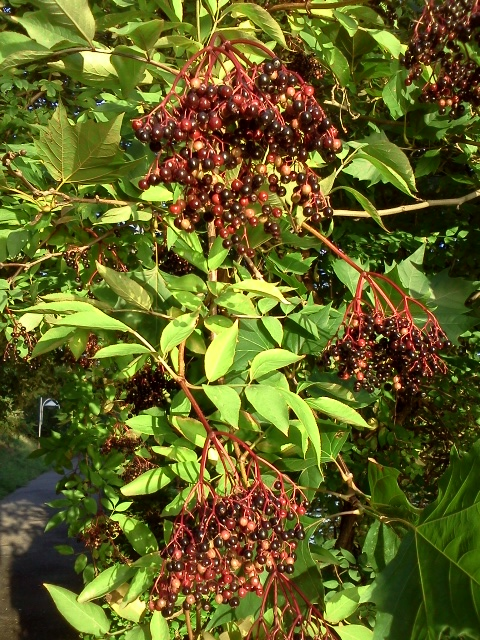